# Kōban

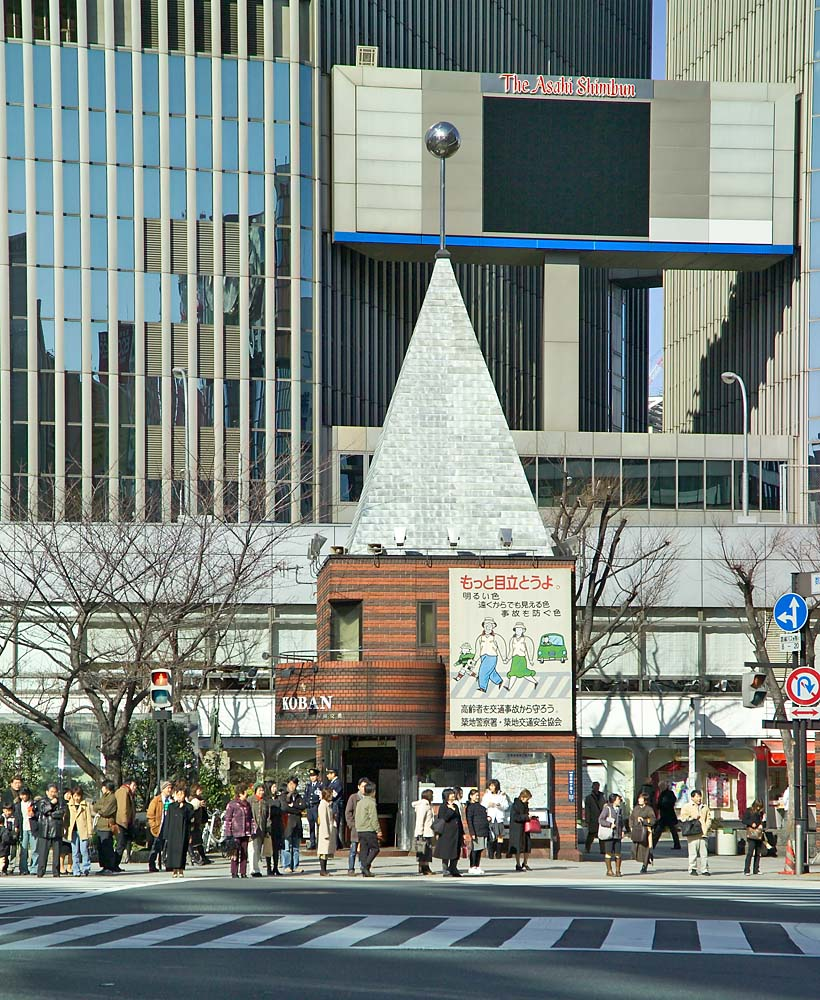
Un kōban en el barrio de Ginza de Tokio

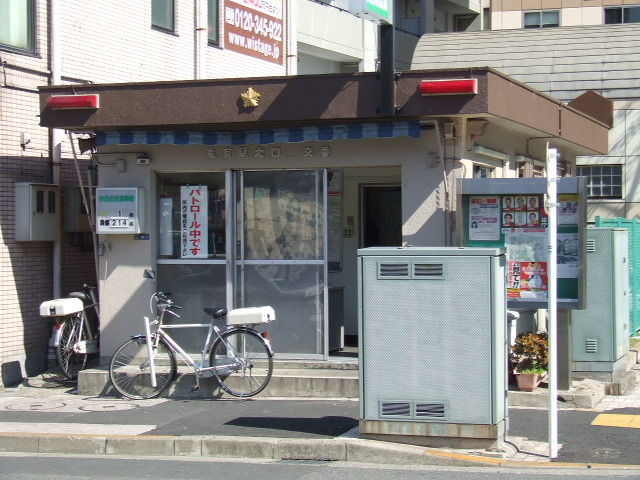
Un kōban en Kameari, Katsushika (se utilizó como modelo para el kōban del manga Kochira Katsushika-ku Kameari kōen-mae hashutsujo)

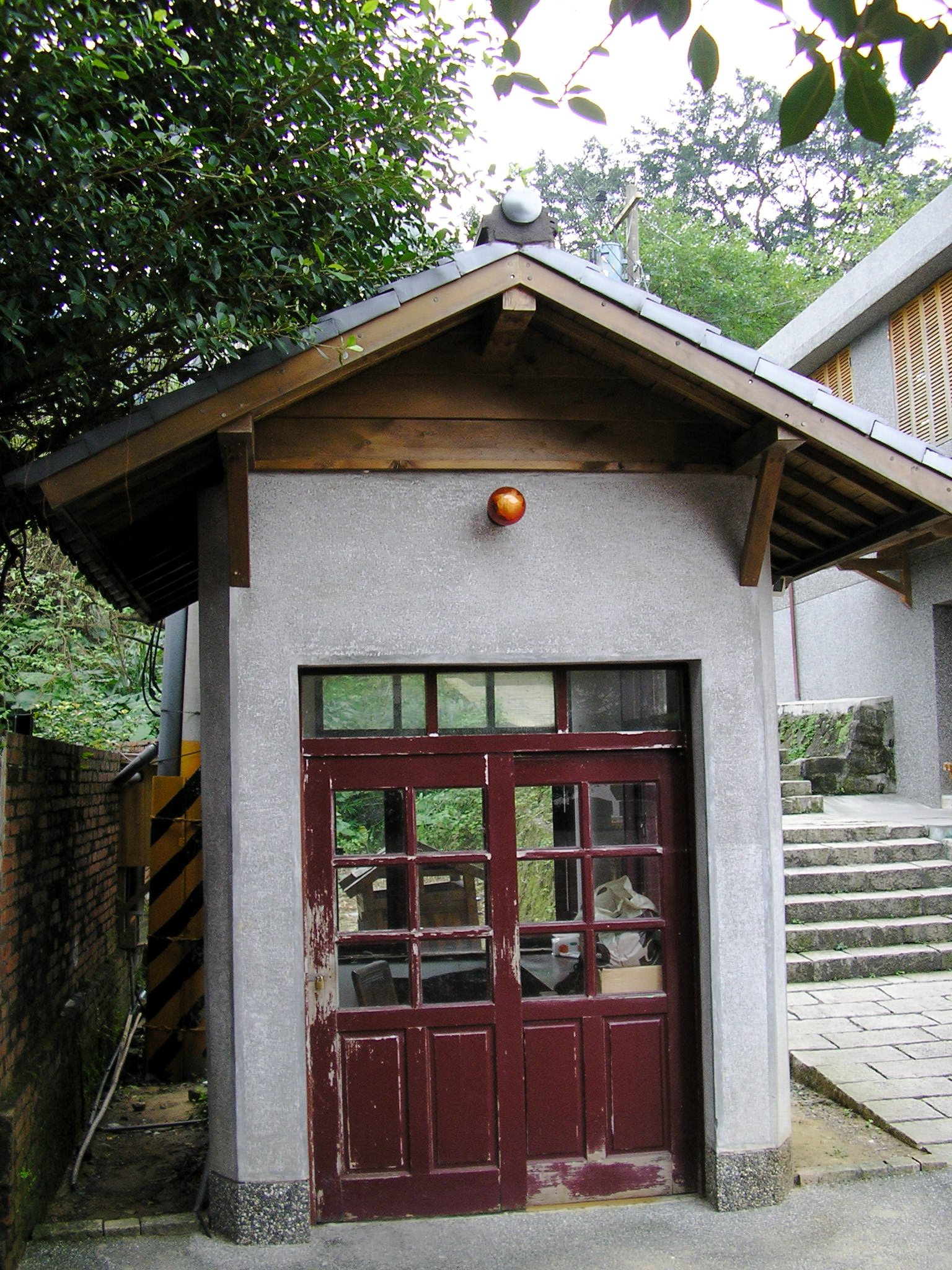
Un kōban colonial japonés en Taipéi (Taiwán)

En Japón, se denomina kōban (交番?) a un pequeño puesto de policía de barrio. El término kōban también hace referencia a la unidad organizativa más pequeña del sistema policial japonés. Estas instalaciones, atendidas por agentes uniformados, constituyen la base de las actividades de policía de proximidad y complementan la labor de las grandes comisarías centrales. 
Existen más de 6.600 kōban repartidos por las áreas y vecindarios urbanos de todo Japón. En las zonas rurales, sus funciones las asumen los chuzaisho (駐在所?   "puesto de policía residencial"), que son puestos en los que sólo presta servicio un agente, que también vive allí con su familia.
Desde la década de 1990, en muchos de ellos se pueden encontrar rótulos con la inscripción "KOBAN" en caracteres romanos.

## Descripción
Los kōban suelen encontrarse en las inmediaciones de zonas concurridas, como estaciones de tren y de metro, y están atendidos las 24 horas del día. Por lo general, son edificios de una o dos plantas con un par de estancias (aunque existe una gran diversidad arquitectónica), en el que trabajan de uno a más de diez agentes de policía. Suelen tener una luz roja en la entrada. Los agentes destinados en estas dependencias realizan labores de vigilancia, atienden emergencias, dan instrucciones e interactúan con los ciudadanos de forma más cercana de lo que podrían hacerlo desde una comisaría más alejada.
El nombre kōban, que literalmente significa "vigilancia por turnos", proviene del nombre de las primeras estructuras construidas en 1874, que eran en realidad simples garitas concebidas para labores de guardia permanente (立番 tachiban?) por turnos (交替 kōtai?), dando lugar así a una palabra compuesta formada por kō (交?) y ban (番?). Poco después, en 1881, los kōban se transformaron en estaciones locales de proximidad dotadas de al menos seis agentes y recibieron el nuevo nombre oficial de hashutsujo (派出所?   "comisaría de policía local"), si bien su denominación habitual, kōban, perduró en la sociedad. Los kōban se sistematizaron y se extendieron por todo el país, y durante siglos desempeñaron un papel importante en el sistema policial japonés. No fue hasta 1994 cuando, de nuevo, el nombre oficial de hashutsujo (派出所?) volvió a cambiarse por el de kōban.
También se encuentran pequeños puestos de policía similares a los kōban japoneses en algunas partes de China y Singapur. Además, el sistema kōban ha adquirido popularidad en los programas internacionales de formación y asistencia policial, en particular en los de la Agencia Japonesa de Cooperación Internacional (JICA, por sus siglas en inglés). Desde la década de 1980, la JICA ha invertido recursos para implantar programas de policía comunitaria similares al kōban en varios países, como Indonesia, Brasil y Honduras.

## Servicios prestados

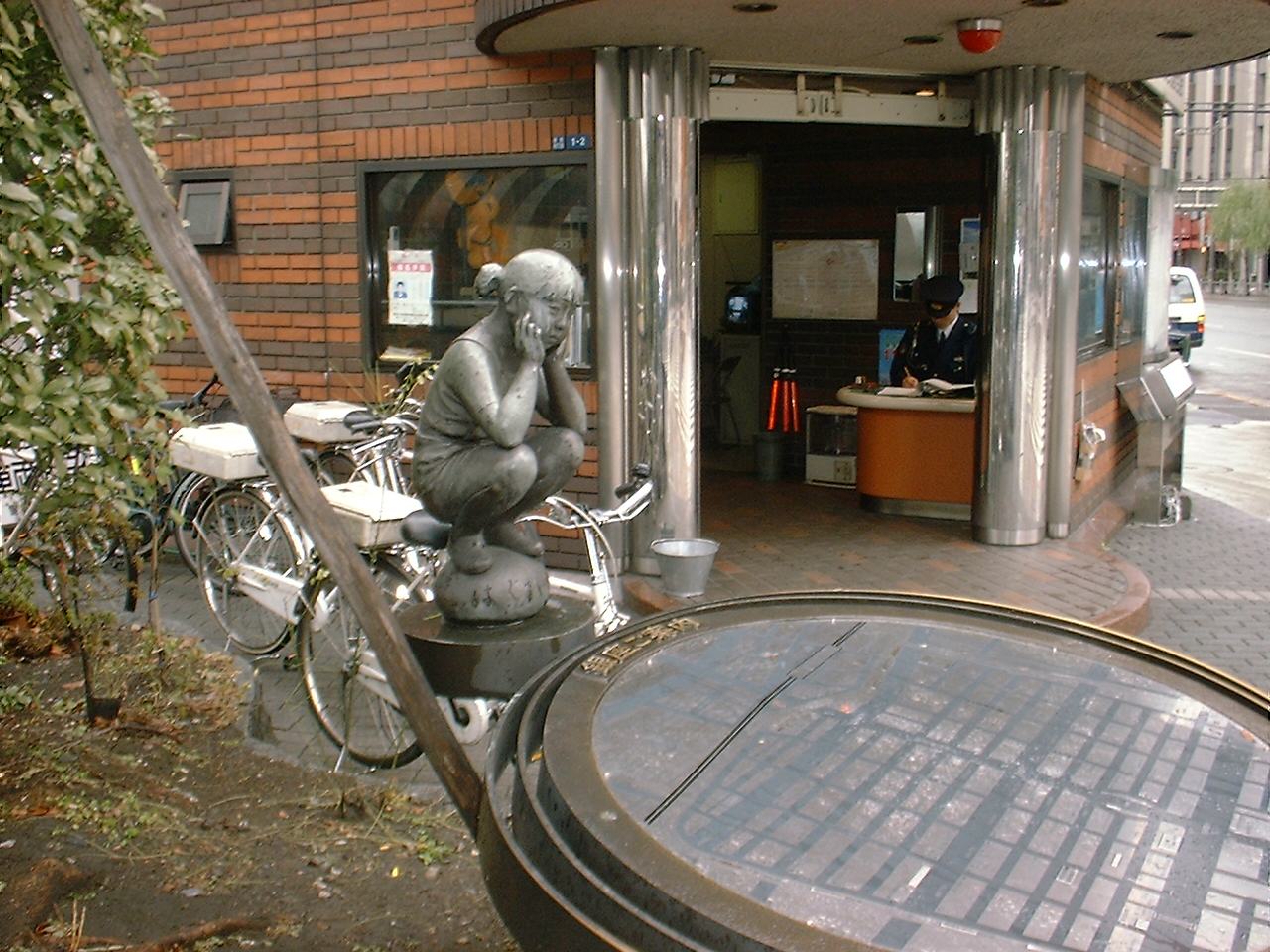
Un agente trabajando en un kōban

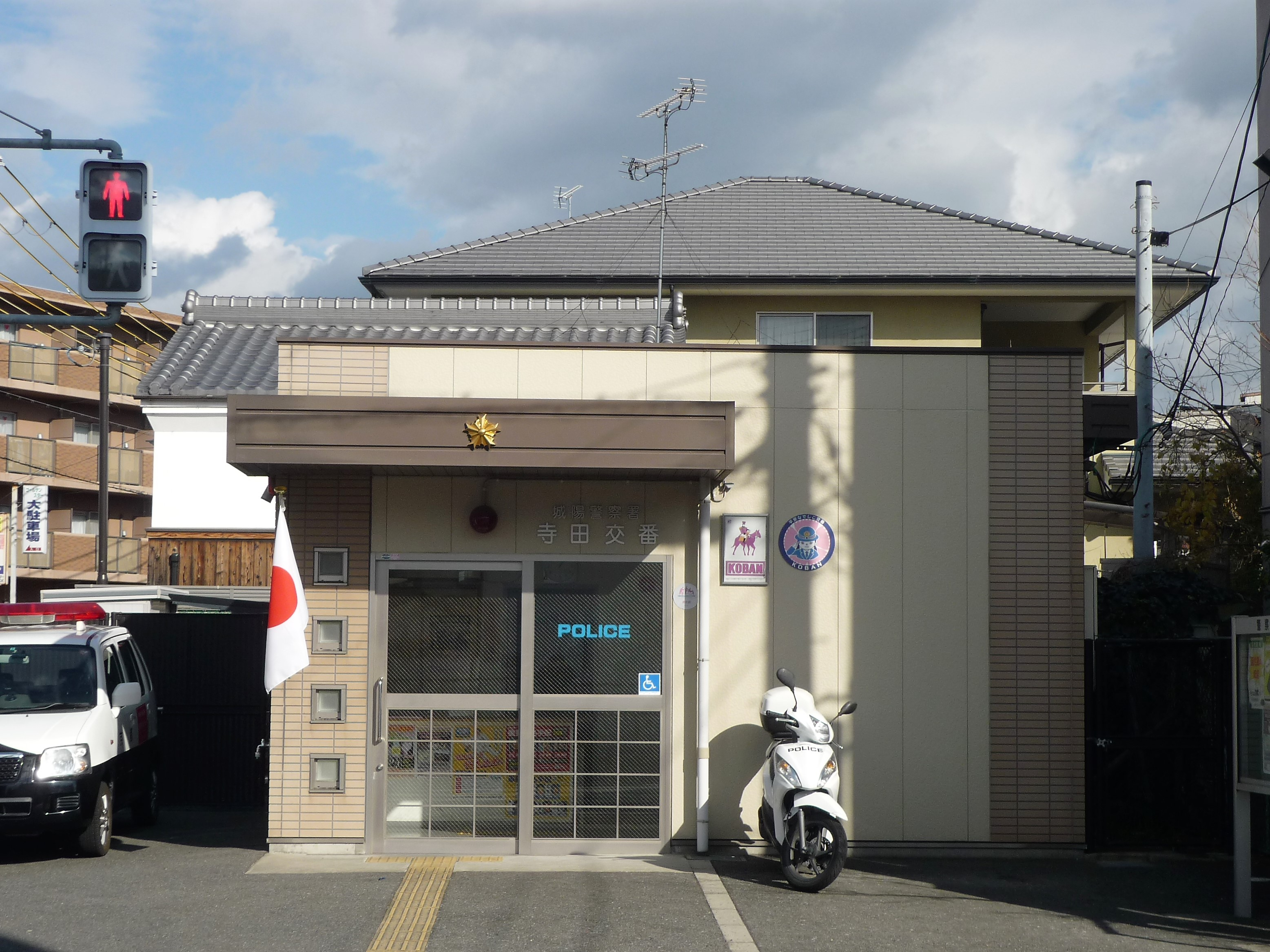
Un kōban en Jōyō (prefectura de Kioto)

Los agentes de policía adscritos a los kōban desempeñan diversas funciones:
- Mapas e indicaciones: proporcionan mapas e indicaciones para llegar a las direcciones del barrio, y a veces incluso orientan personalmente a quienes no están familiarizados con el trazado de las calles y los sistemas de direcciones. Además, los agentes dan indicaciones a las personas para llegar a hoteles, restaurantes y otros comercios locales. También atienden a niños perdidos y a personas mayores que se desorientan.
- Objetos perdidos: reciben denuncias de objetos perdidos y recogen los objetos encontrados por los ciudadanos y, si se devuelve un objeto perdido que coincida con el denunciado, avisan al propietario para que venga a recuperarlo.
- Informes sobre delitos: redactan informes policiales, normalmente sobre delitos contra la propiedad, como hurtos y robos.
- Servicios de emergencia: en Japón hay que marcar el número de teléfono de emergencia "110" en caso de emergencia policial, de incendio o médica. Se puede contactar directamente con el kōban y se prestará asistencia.